# Jacques Mesnil
Pour les articles homonymes, voir Dwelshauvers et Mesnil.
Jean-Jacques Dwelshauvers, dont le pseudonyme était Jacques Mesnil, né à Bruxelles (Belgique) le 9 juillet 1872 et mort à Montmaur-en-Diois (préfecture de la Drôme, France) le 14 novembre 1940, est un journaliste, critique d'art et connaisseur érudit de la Renaissance florentine.
Anarchiste, il rencontre Élisée Reclus. Il évolue, après la Première Guerre mondiale, vers le communisme tout en restant fondamentalement libertaire. Exclu de la rédaction de l'Humanité en 1924, il participe à la Révolution prolétarienne de Pierre Monatte.

## Biographie

### 1872-1918
Dwelshauvers était un Bruxellois issu d'une bonne famille : son père était un haut fonctionnaire de la Ville et sa mère, fille de l'historien d'origine luxembourgeoise Jean-Jacques Altmeyer, fréquentait les meilleurs milieux intellectuels de Bruxelles.  Elle comptait Émile Verhaeren parmi ses amis.  Dwelshauvers étudia à l'athénée de Bruxelles, où il se lia d'amitié avec August Vermeylen.  Comme Vermeylen, Dwelshauvers poursuivit ses études à l'université libre de Bruxelles où il étudia la médecine et les lettres classiques.
Dès 1894, il publia son histoire de l'art sous le pseudonyme de « J. Mesnil ».  La même année se produisirent, à l'université libre de Bruxelles, des émeutes dirigées contre la décision du conseil d'administration de renoncer à l'assignation d'une chaire au géographe Élisée Reclus, ancien communard et membre de l'Internationale anarchiste.  Mesnil et August Vermeylen se trouvaient au milieu de la tourmente qui aboutit à la création d'une université parallèle : l'Université nouvelle, qui exista jusqu'après la Grande Guerre.  Sur ces entrefaites, Mesnil était déjà parti pour l'Italie, où il entra en contact avec l'anarchiste Errico Malatesta et où il continua ses études médicales à Bologne,.
Mesnil contribua aux périodiques Van Nu en Straks (De maintenant et de tout à l'heure) et Ontwaking  (Réveil) ; comme il ne maîtrisait le néerlandais que passivement, ses articles paraissaient dans des traductions néerlandaises faites par ses amis Vermeylen, Hegenscheidt, De Bom et Schamelhout.  Jacques Mesnil était un partisan de l'anarchisme individualiste et s'opposait au mariage à tel point qu'il rompit les liens d'amitié avec August Vermeylen après que celui-ci se fut marié en 1897 ; pour Vermeylen l'anarchisme ne s'avérait qu'un péché de jeunesse.  Vermeylen écrira plus tard un roman sur leur amitié : Twee Vrienden (Deux amis).  Lorsque Vermeylen et d'autres au sein de la rédaction eurent refusé pour publication dans Van Nu en Straks un récit de Mesnil, traduit en néerlandais (la nouvelle Wellust, ou Volupté), en raison de sa sensualité licencieuse, cet incident conduisit à une querelle aboutissant à la disparition de la revue.  Pour Mesnil ce refus marqua la rupture définitive entre les deux amis.

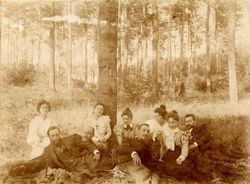
Photographie de 1897 regroupant quelques personnalités gravitant autour de la revue Van Nu en Straks. De gauche à droite : Gaby Brouhon, Jacques Mesnil, Alfred Hegenscheidt, Louise Hegenscheidt,
Margot Brouhon, August Vermeylen, Lili Koettlitz, Clara Koettlitz et Emmanuel De Bom.

Mesnil publia d'importants pamphlets anarchistes : Le mouvement anarchiste en 1895 et Le mariage libre en 1901.  Comme anarchiste, il détestait le militarisme et l'autorité politique de l'église.  En 1897, il rentra en Belgique où il fit la connaissance de l'anarchiste et géographe Élisée Reclus,.  Il revint à Florence pour recevoir son diplôme de médecine,, mais il n'exerça jamais la profession de médecin.  Il resta à Florence, poursuivant des études historiques dans un isolement auto-imposé, loin de la dégradation urbaine des classes les plus pauvres, avec lesquelles il s'identifiait.  Toujours en Italie, Dwelshauvers rencontra sa future compagne Clara Koettlitz (une collègue de Reclus) et il devint un ami proche d'Aby Warburg et de Giovanni Poggi.
Entre 1894 et 1914, Dwelshauvers contribua sous son pseudonyme à un certain nombre de périodiques italiens, belges et français, y compris Il Pensiero, Miscellanea dell' Arte, Le Mercure de France, La Société nouvelle, Les Temps nouveaux et Van Nu en Straks.
En 1906, Mesnil se fixa en France, où il poursuivit ses recherches sur l'art tout en fréquentant le milieu libertaire.  Plus tard, il sera un ami de Romain Rolland,.  En 1914, bouleversé par la déclaration de guerre et l'invasion de la Belgique, ainsi que par la défection de certains pacifistes et libertaires qui avaient rejoint l'Union sacrée, il s'éloigna des anarchistes et entama une collaboration avec l'Humanité, puis avec Au-dessus de la mêlée, publiée par Romain Rolland.  Au début de la Première Guerre mondiale, il rentra en Belgique.  Fortement impressionné par la Révolution russe, il évolua de l'anarchisme au communisme.  Il prit part aux activités des « minoritaires » pendant la guerre.

### 1918-1940
Après la guerre, Dwelshauvers fut impliqué dans les activités communistes.  En 1918, il adhéra à la Section française de l'Internationale ouvrière.  Il était un collaborateur régulier de l'Humanité de 1920 à 1921 et du Bulletin communiste de 1920 à 1924.  Il assista au IIIe congrès de l'Internationale communiste à Moscou durant l'été 1921, aux côtés de Paul Vaillant-Couturier, C.-A Julien et Boris Souvarine ; c'est là aussi qu'il rencontra Victor Serge et Pierre Pascal.  Mais il restait en désaccord avec la dictature bolchevique, notamment après la révolte de Kronstadt et la sanglante répression qui s'ensuivit.  Il finit par s'éloigner du bolchevisme.  Exclu de la rédaction de l'Humanité en août 1924, il rejoignit les rangs de la Révolution prolétarienne de Pierre Monatte en 1925 et collaborait à la revue Monde d'Henri Barbusse à partir de 1928.
Son intention était d'écrire un livre sur l'ensemble de l'histoire toscane à l'époque de Sandro Botticelli.  Cependant, en 1938, il publia son Botticelli : un ouvrage acclamé par Fritz Saxl en raison de l'introspection que celui-ci découvrit à travers la lecture de cette étude des gens de Botticelli,.  Le livre de Dwelshauvers sur Sandro Botticelli est l'un des principaux travaux de recherche du XXe siècle sur le maître du Quattrocento.  C'était Dwelshauvers qui détermina que L'Adoration des mages (Galerie des Offices) avait été commandée par Guasparre et non par Giovanni del Lama.  Ellis Waterhouse qualifia le Botticelli de Dwelshauvers comme « un digne successeur de Horne ».  L'approche économique de l'histoire sociale de Dwelshauvers - il comprenait ce qu'étaient les facteurs sociaux de la production artistique - a été bien accueilli par les historiens de l'art.
Lorsque les nazis envahirent l'Europe occidentale au début de la Seconde Guerre mondiale, Dwelshauvers s'enfuit pour trouver refuge dans un monastère en France, où, dans les paroles de Saxl, « il est mort comme réfugié dans un monastère sur un lit de paille ».  On ignore s'il s'était suicidé ou s'il s'agissait d'un décès par mort naturelle mais, un an après le décès de sa concubine Clara, il la suivit dans la mort.

## Œuvres
- « L'Éducation des peintres florentins au XVe siècle », Revue des Idées, 15 septembre 1910, p. 195-206.
- L'Art au nord et au sud des Alpes à l'époque de la Renaissance : études comparatives, Bruxelles, G. van Oest & Cie, 1911.
- Esprit révolutionnaire et Syndicalisme, Paris, Temps nouveaux, 1914, texte intégral.
- Italie du Nord : Piémont, Ligurie, Lombardie, Vénétie, Émilie, Toscane, Paris, Hachette, 1916.
- « Ce que devrait être un quotidien communiste », Bulletin communiste, no 52-53, 30 décembre 1920, texte intégral.
- « Lénine : la Maladie infantile du Communisme », Bulletin communiste, no 10, 10 mars 1921, texte intégral.
- « L'Art dans la Russie des Soviets », Bulletin communiste, no 8, 23 février 1922, texte intégral.
- Masaccio et les débuts de la renaissance, La Haye, M. Nijhoff, 1927.
- Frans Masereel, Berkeley Heights, NJ, Printed Privately by the Oriole Pr., 1934 [Excerpted from, Ishill, Joseph. Free Vistas: an Anthology of Life & Letters. vol. 1. Berkeley Heights, NJ, Oriole Press, 1933 ].
- Botticelli, Paris, A. Michel, 1938.
- « On the Artistic Education of Botticelli », The Burlington Magazine 78, no  457, avril 1941, p. 118-123.
- Raphaël, Paris, Les Éditions Braun, [ 1943 ?].